# Draft de l'NBA del 1997
El draft de l'NBA de 1997 es va celebrar el 25 de juny a Charlotte (Carolina del Nord). Un total de 12 jugadors no eren nascuts als Estats Units.

## Primera ronda
|  | = All-Star |

| Posició | Jugador                | Nacionalitat                   | Equip de l'NBA                                  | Origen (Universitat/club)      |
| ------- | ---------------------- | ------------------------------ | ----------------------------------------------- | ------------------------------ |
| 1       | Tim Duncan (F/C)       | Illes Verges Americanes        | San Antonio Spurs                               | Wake Forest                    |
| 2       | Keith Van Horn (SF)    | Estats Units                   | Philadelphia 76ers                              | Utah                           |
| 3       | Chauncey Billups (PG)  | Estats Units                   | Boston Celtics                                  | Colorado                       |
| 4       | Antonio Daniels (PG)   | Estats Units                   | Vancouver Grizzlies                             | Bowling Green                  |
| 5       | Tony Battie (C/F)      | Estats Units                   | Denver Nuggets                                  | Texas Tech                     |
| 6       | Ron Mercer (SF)        | Estats Units                   | Boston Celtics                                  | Kentucky                       |
| 7       | Tim Thomas (SF)        | Estats Units                   | New Jersey Nets                                 | Villanova                      |
| 8       | Adonal Foyle (C)       | Saint Vincent i les Grenadines | Golden State Warriors                           | Colgate                        |
| 9       | Tracy McGrady (G/F)    | Estats Units                   | Toronto Raptors                                 | Mt. Zion Academy               |
| 10      | Danny Fortson (PF)     | Estats Units                   | Milwaukee Bucks                                 | Cincinnati                     |
| 11      | Tariq Abdul-Wahad (SF) | França                         | Sacramento Kings                                | San Jose State                 |
| 12      | Austin Croshere (F)    | Estats Units                   | Indiana Pacers                                  | Providence                     |
| 13      | Derek Anderson (SG)    | Estats Units                   | Cleveland Cavaliers                             | Kentucky                       |
| 14      | Maurice Taylor (PF)    | Estats Units                   | Los Angeles Clippers                            | Michigan                       |
| 15      | Kelvin Cato (C)        | Estats Units                   | Dallas Mavericks des de Minnesota Timberwolves  | Iowa State                     |
| 16      | Brevin Knight (PG)     | Estats Units                   | Cleveland Cavaliers des de Phoenix Suns         | Stanford                       |
| 17      | Johnny Taylor (F)      | Estats Units                   | Orlando Magic                                   | Chattanooga                    |
| 18      | Chris Anstey (F)       | Austràlia                      | Dallas Mavericks des de Portland Trail Blazers  | SE Melbourne Magic (Austràlia) |
| 19      | Scot Pollard (C)       | Estats Units                   | Detroit Pistons                                 | Kansas                         |
| 20      | Paul Grant (C)         | Estats Units                   | Minnesota Timberwolves des de Charlotte Hornets | Wisconsin                      |
| 21      | Anthony Parker (SG)    | Estats Units                   | New Jersey Nets des de L.A. Lakers              | Bradley                        |
| 22      | Ed Gray (G)            | Estats Units                   | Atlanta Hawks                                   | California                     |
| 23      | Bobby Jackson (G)      | Estats Units                   | Seattle Supersonics                             | Minnesota                      |
| 24      | Rodrick Rhodes (G)     | Estats Units                   | Houston Rockets                                 | USC                            |
| 25      | John Thomas (C)        | Estats Units                   | New York Knicks                                 | Minnesota                      |
| 26      | Charles Smith (G)      | Estats Units                   | Miami Heat                                      | New Mexico                     |
| 27      | Jacque Vaughn (G)      | Estats Units                   | Utah Jazz                                       | Kansas                         |
| 28      | Keith Booth (F)        | Estats Units                   | Chicago Bulls                                   | Maryland                       |

## Segona ronda
| Posició | Jugador              | Nacionalitat  | Equip de l'NBA                                | Origen (Universitat/club)             |
| ------- | -------------------- | ------------- | --------------------------------------------- | ------------------------------------- |
| 30      | Serge Zwikker (C)    | Països Baixos | Houston Rockets (des de Vancouver Grizzlies)  | North Carolina                        |
| 31      | Mark Sanford (F)     | Estats Units  | Miami Heat (des de Boston Celtics)            | Washington                            |
| 32      | Charles O'Bannon (G) | Estats Units  | Detroit Pistons (des de San Antonio Spurs)    | UCLA                                  |
| 33      | James Cotton (G)     | Estats Units  | Denver Nuggets                                | Long Beach State                      |
| 34      | Marko Milic (G)      | Eslovènia     | Philadelphia 76ers                            | Smelt Olimpija (Eslovènia)            |
| 35      | Bubba Wells (F)      | Estats Units  | Dallas Mavericks                              | Austin Peay                           |
| 36      | Kebu Stewart (F)     | Estats Units  | Philadelphia 76ers (des de New Jersey Nets)   | Cal State Bakersfield                 |
| 37      | James Collins (G)    | Estats Units  | Philadelphia 76ers (des de Toronto Raptors)   | Florida State                         |
| 38      | Marc Jackson (F)     | Estats Units  | Golden State Warriors                         | Temple                                |
| 39      | Jerald Honeycutt (F) | Estats Units  | Milwaukee Bucks                               | Tulane                                |
| 40      | Anthony Johnson (G)  | Estats Units  | Sacramento Kings                              | College of Charleston                 |
| 41      | Ed Elisma (F)        | Estats Units  | Seattle SuperSonics (des de L.A. Clippers)    | Georgia Tech                          |
| 42      | Jason Lawson (C)     | Estats Units  | Denver Nuggets (des de Indiana Pacers)        | Villanova                             |
| 43      | Stephen Jackson (G)  | Estats Units  | Phoenix Suns                                  | Butler Community College (Kansas)     |
| 44      | Gordon Malone (F)    | Estats Units  | Minnesota Timberwolves                        | West Virginia                         |
| 45      | Cedric Henderson (F) | Estats Units  | Cleveland Cavaliers                           | Memphis                               |
| 46      | God Shammgod (G)     | Estats Units  | Washington Bullets                            | Providence                            |
| 47      | Eric Washington (G)  | Estats Units  | Orlando Magic (traspassat a Denver Nuggets)   | Alabama                               |
| 48      | Alvin Williams (G)   | Estats Units  | Portland Trail Blazers                        | Villanova                             |
| 49      | Predrag Drobnjak (C) | RF Iugoslàvia | Washington Bullets (des de Charlotte Hornets) | KK Partizan (Sèrbia)                  |
| 50      | Alain Digbeu (G)     | França        | Atlanta Hawks (des de Detroit Pistons)        | Villeurbanne (França)                 |
| 51      | Chris Crawford (F)   | Estats Units  | Atlanta Hawks                                 | Marquette                             |
| 52      | DeJuan Wheat (G)     | Estats Units  | Los Angeles Lakers                            | Louisville                            |
| 53      | C.J. Bruton (G)      | Austràlia     | Vancouver Grizzlies (des de Houston Rockets)  | Indian Hills Community College (Iowa) |
| 54      | Paul Rogers (C)      | Austràlia     | Los Angeles Lakers (des de New York Knicks)   | Gonzaga                               |
| 55      | Mark Blount (C)      | Estats Units  | Seattle SuperSonics                           | Pittsburgh                            |
| 56      | Ben Pepper (C)       | Austràlia     | Boston Celtics (des de Miami Heat)            | Newcastle (Austràlia)                 |
| 57      | Nate Erdmann (G)     | Estats Units  | Utah Jazz                                     | Oklahoma                              |
| 58      | Roberto Dueñas (C)   | Espanya       | Chicago Bulls                                 | FC Barcelona (Catalunya)              |